# Castejón de Monegros
Castejón de Monegros ist eine spanische Gemeinde in der Comarca Monegros der Provinz Huesca in der Region Aragonien an den östlichen Ausläufern der Sierra de Alcubierre.

## Wirtschaft
Der agrarisch geprägte, rund 15 Kilometer nördlich der Autobahn Autopista AP-2 gelegene Ort wird durch den Canal de Monegros bewässert. Ein Gewerbegebiet wurde erschlossen. In Castejón befindet sich ein kleiner, nicht im Liniendienst angeflogener Flugplatz (Kennung: LECJ).

## Bevölkerungsentwicklung seit 1991
| 1991 | 1996 | 2001 | 2004 | 2008 |
| ---- | ---- | ---- | ---- | ---- |
| 685  | 754  | 707  | 683  | 667  |

## Sehenswürdigkeiten

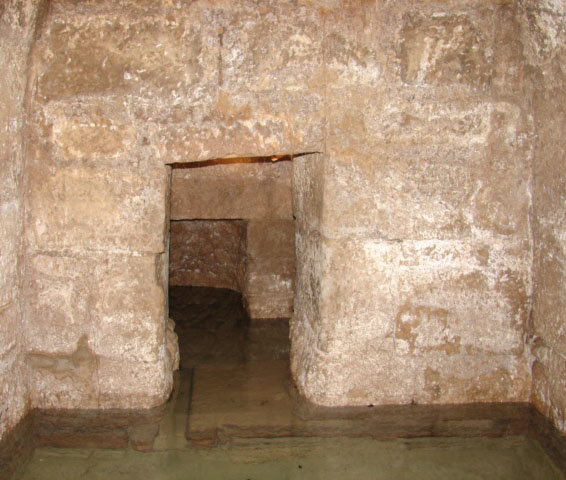
Aquädukt La Madre

- Ruinen einer mittelalterlichen, rechteckigen Burg, nun als Einsiedelei San Sebastián und San Fabián genutzt.
- Pfarrkirche Nuestra Señora de la Lumbre im zisterziensisch beeinflussten gotischen Stil mit im Spanischen Bürgerkrieg teilweise zerstörtem, aber restauriertem Hauptaltar von Miguel de Ximénez.
- Einsiedelei Santa Ana
- Einsiedelei San Miguel in Jubierre in der Nähe des Río Alcanadre.
- Casa Consistorial aus dem 16. Jahrhundert (2002 restauriert).
- Aquädukt La Madre (ca. vier Kilometer vom Ort gelegen), seit 2006 als Baudenkmal (Bien de Interés Cultural) geschützt.